# Easy to Get
Easy to Get er en amerikansk stumfilm fra 1920 af Walter Edwards.

## Medvirkende
- Marguerite Clark som Milly Morehouse
- Harrison Ford som  Bob Morehouse
- Rod La Rocque som Dick Elliott
- Helen Greene som Pauline Reid
- Herbert Barrington som Talbot Chase
- Kid Broad som Thaddeus Burr
- H. Van Beusen som Jim Tucker
- Julia Hurley som Marm Tucker
- Walter Jones som Len Philips